# Vivir como él
Vivir como él è un album in studio del gruppo cileno Quilapayún pubblicato nel 1971.

## Descrizione
Questo è il nono album in studio realizzato dal gruppo. Come di consueto i Quilapayún licenziano per la DICAP un album politicamente impegnato, caratterizzato da canzoni legate alla politica di quegli anni sia nazionale, tutta la vicenda di Unidad Popular, che internazionale, in particolare la Guerra del Vietnam. Negli stessi anni riservavano alla EMI Odeon Chile dischi più centrati su sonorità tradizionali, ma nei primi anni '70 questa tipologia di dischi del gruppo passava inosservata, come se il loro pubblico fosse concentrato soprattutto sulle questioni politiche e relegasse in secondo piano quelle legate alla riscoperta della musica tradizionale. Il disco si compone di un lato A interamente occupato dal brano Vivir como él e da un lato B in gran parte contenente canzoni uscite su vari singoli nei mesi precedenti.
Prima della registrazione di questo disco, durante un tour in Francia, lascia il gruppo Patricio Castillo, sostituito da Rubén Escudero.

### Vivir como él
Per la seconda volta i Quilapayún si confrontano con la forma della cantata popular, tentativo di unire musica colta e musica popolare che avevano già esplorato nel disco Cantata Santa María de Iquique contenente l'omonima cantata. Vivir como él in particolare rientra in quei lavori che ambivano a maggiori ambizioni artistiche, rispetto alle normali canzoni, mantenendo però uno stretto contatto con l'attualità politica. 
Il gruppo conobbe questa cantata, originariamente scritta dal solo Frank Fernández, a Cuba e decise di registrarla arrangiandola per le sonorità e le vocalità dei Quilapayún chiedendo a Luis Advis di aggiungere un preludio e degli interludi strumentali.
L'opera narra le vicende ed è esplicitamente dedicata alla figura di Nguyễn Văn Trỗi, un militante Viet Cong, catturato dalle forze sudvietnamite mentre stava preparando un attentato all'allora Segretario alla Difesa degli Stati Uniti Robert McNamara, in seguito torturato e infine condannato a morte.

### La batea
Tra le canzoni di maggior successo e fama del gruppo, capaci di creare e sedimentare un rapporto privilegiato tra i Quilapayún e il popolo cileno, abbiamo La batea (in italiano La tinozza), che in questo disco compare per la prima volta. Di questa canzone di origine cubana, viene mantenuta invariata la musica e il testo del ritornello, mentre le strofe vengono del tutto modificate adattandole alla realtà politica di quei giorni in Cile, in particolare l'immagine dell'acqua agitata dentro la tinozza ben rappresentava, in maniera umoristica, le convulsioni interne alla destra e il caos nel paese prodotto dalla propaganda contro il governo di Salvador Allende. Nel tempo questa canzone subirà continue modifiche al testo in maniera da tenerla sempre aggiornata ai fatti contemporanei e sarà reincisa, con il testo dedicato ai quattro componenti della giunta golpista cilena, nel disco Adelante.

### Le altre canzoni
Tra le altre canzoni spicca Venceremos, l'inno di Unidad Popular, qui in una versione orchestrale. Nel brano Segunda declaración de La Habana le voci e gli strumenti del gruppo, per tutta la durata della canzone, si ascoltano sopra la registrazione del celebre discorso di Fidel Castro che intitola la canzone, risalente al 4 febbraio 1962.

## Edizioni
Questo album è stato pubblicato per la prima volta nel 1971, in formato LP dall'etichetta DICAP con codice JJL-12 in due diverse edizioni con diversa copertina, è stato registrato in stereofonia, ma è stato pubblicato mono. Non è mai stato pubblicato in formato CD, ma, con la sola esclusione della canzone Segunda declaración de La Habana, le sue tracce compaiono nella antologia La fuerza de la historia.

## Tracce
1. Vivir como él – 18:53 (testo: Frank Fernández – musica: Frank Fernández e Luis Advis)
2. Venceremos – 2:23 (testo: Claudio Iturra – musica: Sergio Ortega)
3. Segunda declaración de La Habana – 3:43 (testo: Isidora Aguirre – musica: Luis Advis)
4. Soy del pueblo – 3:10 (Carlos Puebla)
5. Comienza la vida nueva – 3:34 (Luis Advis)
6. Marcha de la producción – 3:05 (Sergio Ortega)
7. La batea – 3:06 (testo: Quilapayún – musica: Toni Taño)

Durata totale: 37:54

## Crediti

### Formazione
- Eduardo Carrasco
- Carlos Quezada
- Willy Oddó
- Hernán Gómez
- Rodolfo Parada
- Rubén Escudero

### Collaboratori
- Héctor Duvauchelle - recitato in Vivir como él
- Orquesta Sinfónica Popular diretta da Eduardo Moubarak in Venceremos